# Portret van Faure in de rol van Hamlet
Het portret van Faure in de rol van Hamlet (Frans: Portrait de Faure dans le rôle d'Hamlet, Duits: Der Sänger Jean Baptiste Faure als Hamlet) is een schilderij van Édouard Manet uit 1877. Het toont de gevierde bariton Jean-Baptiste Faure in de titelrol van de opera Hamlet van Ambroise Thomas naar het toneelstuk van William Shakespeare. Sinds 1927 maakt het werk deel uit van de collectie van het Museum Folkwang in Essen.

## Voorstelling
Voor Jean-Baptiste Faure (1830 - 1914) betekende de rol van Hamlet het hoogtepunt van zijn carrière. Van de première in 1868 tot zijn afscheid op 13 mei 1876 zou hij de rol meer dan 100 keer vertolken. Daarnaast was hij een belangrijke kunstverzamelaar met een grote voorliefde voor werken van Manet. In totaal heeft hij 68 werken van de kunstenaar in zijn bezit gehad, waaronder bekende schilderijen als De fluitspeler en Muziek in de Tuilerieën.
Faure vroeg Manet waarschijnlijk in 1875 om zijn portret als Hamlet te schilderen. Het zou een zeer langdurig proces worden, waarbij Faure een kleine 40 keer moest poseren en Manet negen keer geheel opnieuw begon. Tot drie keer toe vernietigde hij zelfs het doek waarop hij op dat moment werkte.
Naar alle waarschijnlijkheid beeldde Manet hier het moment uit het eerste bedrijf uit waarbij Hamlet de geest van zijn vader ontmoet en zweert wraak te nemen op Claudius, de broer en moordenaar van zijn vader. In de eerdere versies die bewaard zijn gebleven, schilderde Manet nog delen van het toneel, in de uiteindelijke versie is alle aandacht op Faure gericht. Het vertoont daarmee grote gelijkenis met een portret van Philibert Rouvière als Hamlet dat Manet al in 1866 maakte. Bij het schilderen van dat werk had hij zich duidelijk laten inspireren door schilderijen van Diego Velázquez, zoals het portret van Pablo de Valladolid, dat Manet tijdens een verblijf in Spanje in 1865 had gezien. Dezelfde monochrome achtergrond zonder ruimtelijke referenties treffen we ook in het portret van Faure aan.
Het eindresultaat kon de opdrachtgever niet bekoren. Faure weigerde het schilderij te kopen, omdat hij de gelijkenis niet goed genoeg vond. Wel stond hij Manet toe het doek op de Parijse salon van 1877 te exposeren, waar het weinig weerklank vond.

## Herkomst
- 4 - 5 februari 1884: het schilderij bevindt zich in de nalatenschap van Manet en wordt gekocht door de kunsthandelaar Paul Durand-Ruel voor 3.500 Franse frank.
- 1884 - 1927: Durand-Ruel houdt het werk afwisselend in Parijs en New York.
- 1927: in de Galerie Matthiesen, Berlijn.
- 1927: gekocht door het Museum Folkwang met steun van de Folkwang-Museumsverein en de stad Essen voor 200.000 mark.

## Afbeeldingen

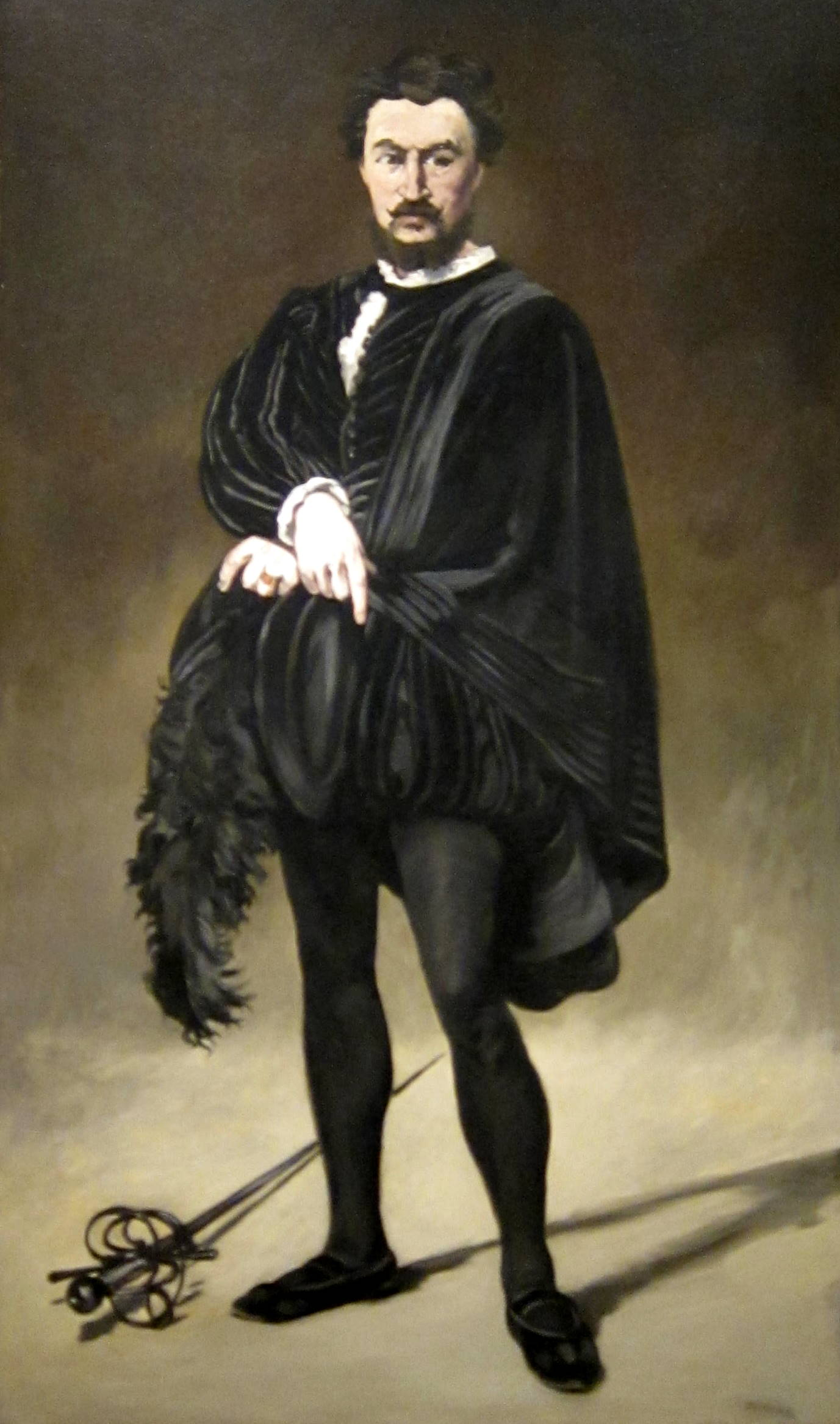
Portret van Philibert Rouvière als Hamlet (1866)
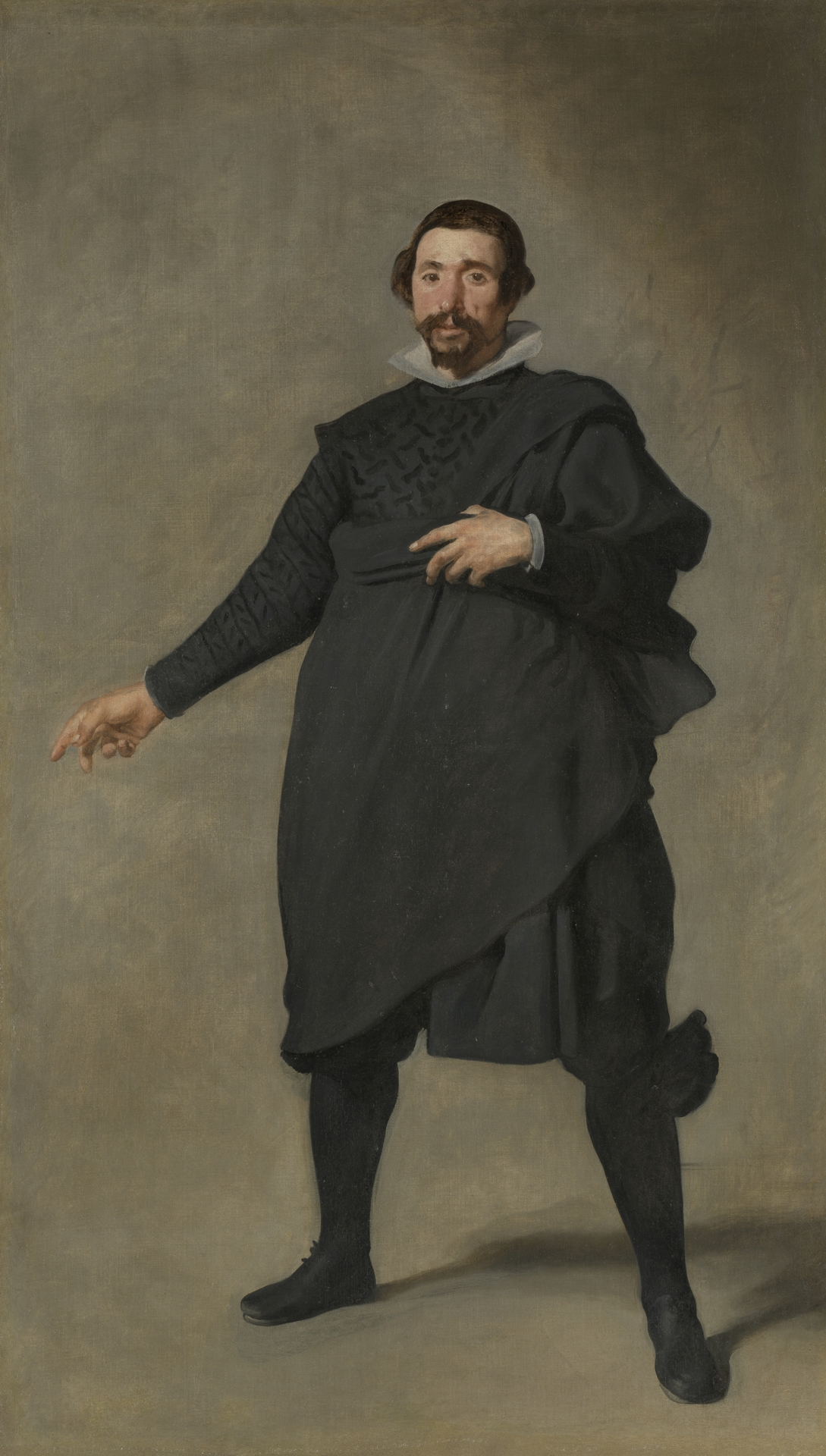
Portret van Pablo de Valladolid - Diego Velázquez